# 托瓦里西基特魯德
48°3′4″N 34°40′51″E / 48.05111°N 34.68083°E
托瓦里西基特魯德（烏克蘭語：Товариський Труд）是烏克蘭中部的村莊，隸屬第聶伯羅彼得羅夫斯克州的第聶伯羅區。該村距離諾沃波克羅夫卡1.5公里，海拔高度117米，2001年人口132。